# Tom Arthurs

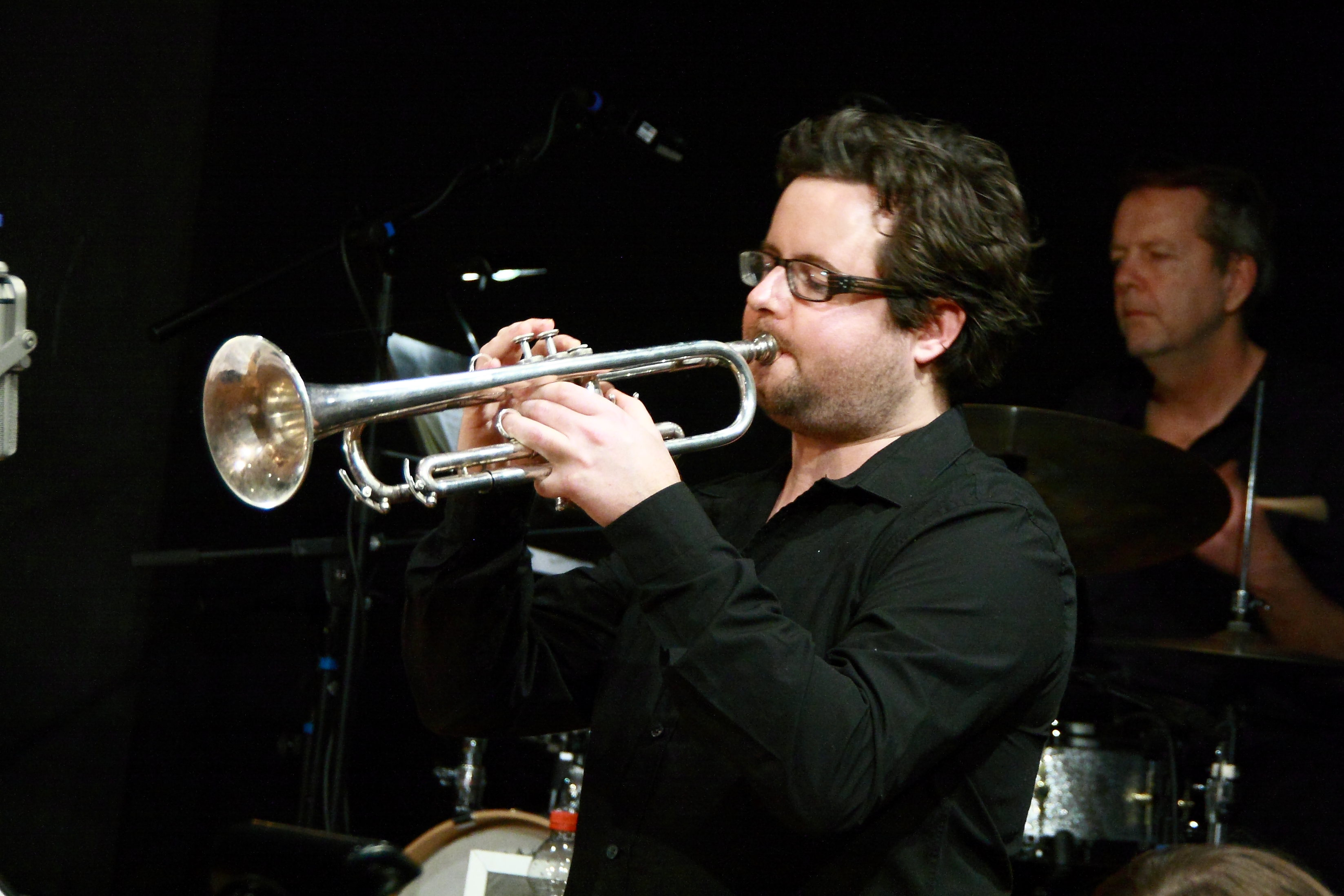
Tom Arthurs und Tom Rainey (rechts) met het octet van Ingrid Laubrock Octet (2011)

Tom Arthurs (Northamptonshire, 18 juli 1980) is een Britse jazztrompettist, -bugelist en -componist.

## Biografie
Arthurs studeerde aan de City University (Bachelor), daarnaast werkte hij in de jazz- en improvisatiescene van Londen, o.a. in het F-IRE Collective (Fellowship for Integrated Rhythmic Expression), alsook de groepen Jade Fox, Timeline en Panacea (van Robert Mitchell). Tevens speelde hij met Pete Wareham, Evan Dawson, Jo Thomas, Barak Schmool, Chartwell Dutiro en Pete Lockett, Kenny Wheeler, Norma Winstone, Bosco De Oliveira, Omar Puente en de salsaband Merengada. Arthurs studeerde verder bij onder meer Dave Douglas en Joe Lovano. In 2004 werkte hij met drummer Joe Sorbara, de groepen Thirsty Ears en Centripede. In de jazz was hij tussen 2004 en 2014 betrokken bij negen opnamesessies, o.m. van Ingrid Laubrock (Zürich Concert, Intakt Records, 2011) en Julia Hülsmann (In Full View, ECM, 2012 en A Clear Midnight: Kurt Weill and America, ECM, 2014). In 2009 kreeg hij de RPS Composition Prize van de Royal Philharmonic Society.

## Discografie (selectie)
- Tom Arthurs/Bruce McKinnon/Joe Sorbara: Squash Recipe (Babel Label, 2004)
- Tom Arthurs/Richard Fairhurst: Mesmer (Babel, 2008)
- Tom Arthurs/Richard Fairhurst: Postcards from Pushkin (Babel, 2009)
- Marc Schmolling / Tom Arthurs / Almut Kühne: Ticho (Unit Records, 2014)